# 民俗誌
民俗誌（みんぞくし）とは、民俗採集と称されるフィールドワークを基本として、一定の地域、生活空間や生活集団における伝承文化を体系的に把握し、記述したもの。さまざまな民俗資料の発見と再構成の過程を経て作り出された民俗学研究における基本的な文献。資料論の見地からすれば、二次資料に相当する。民俗学においては、個人によるものだけではなく、共同調査による自治体史（誌）もこれに含めることができる。また、学術研究のみを目的として見聞きしたことを忠実に記録したものを「民俗調査報告」などと呼ぶ。

## 概略
民俗誌は、柳田國男が1909年（明治42年）、宮崎県椎葉村で聞き書きした狩猟についての話を『後狩詞記』としてまとめたものがはじまりとされることが多い。また、1922年（大正11年）の小池直太郎『小谷口碑集』も民俗誌の古典とされている。
民俗誌の記述にあたっては、話者（情報提供者）と調査者の解釈の存在や、文化を記述することに潜む政治性が指摘されることが多く、それを考慮して、今日では項目ごとに事実を列挙するのではなく、明確なテーマ設定をおこなったうえでの分析的なもの、話者個人の語りを起こした生活誌、調査者の個人的体験を主体とした叙述的性格のもの、写真や映像記録など視覚をもって語ろうとするもの、さまざまな民俗誌が構想されている。
学術目的の民俗調査報告書は、見聞きしたものを忠実に活字化する作業を行なうものであり、調査者の意思、意図、感想、推測、分析等は一切記述しないことを原則とする。

## 主要な民俗誌
- 小池直太郎「小谷口碑集」『爐邊叢書』郷土研究社、1922
- 沖浦和光『竹の民俗誌－日本文化の深層を探る』岩波書店＜岩波新書＞、1991.9、ISBN 4004301874
- 沖浦和光『瀬戸内の民俗誌－海民史の深層をたずねて』岩波書店＜岩波新書＞、1998.7、ISBN 4004305691
- 沖浦和光『「悪所」の民俗誌－色町・芝居町のトポロジー』文藝春秋＜文春新書＞、2006.3、ISBN 416660497X
- 沖浦和光『インドネシアの寅さん―熱帯の民俗誌』岩波書店、1998.11、ISBN 4000027883
- 宮田登『ケガレの民俗誌－差別の文化的要因』人文書院、1996.2、ISBN 4409540513
- 宮田登『神の民俗誌』岩波書店＜岩波新書＞、1979.9、ISBN 4004200970
- 宮田登『霊魂の民俗学―日本人の霊的世界』洋泉社、2007.4、ISBN 4862481361
- 宮田登『「心なおし」はなぜ流行る―不安と幻想の民俗誌』小学館、1993.4、ISBN 4096261769
- 池田彌三郎ほか『日本民俗誌大系』角川書店、1974
- 池田彌三郎『性の民俗誌』講談社＜講談社学術文庫＞、2003.8、ISBN 406159611X
- 福田アジオ『戦う村の民俗誌』歴史民俗博物館振興会、2003
- 赤坂憲雄『現代民俗誌の地平「権力」』朝倉書店、2004
- 赤坂憲雄『山野河海まんだら――東北から民俗誌を織る』筑摩書房、1999
- 岩本通弥『現代民俗誌の地平「記憶」』朝倉書店、2003.10、ISBN 425450523X
- 惠良宏編『南島雑話－幕末奄美民俗誌－』1（名越左源太著、国分直一・惠良宏校注）平凡社＜東洋文庫431 ＞、1984
- 惠良宏編『南島雑話－幕末奄美民俗誌－』2（名越左源太著、国分直一・惠良宏校注）平凡社＜東洋文庫432＞、1984
- 野本寛一『人と自然と－四万十川民俗誌』雄山閣出版、1999.2、ISBN 4639015844
- 上野誠『芸能伝承の民俗誌的研究－カタとココロを伝えるくふう』世界思想社、2001
- 西山松之助『しぶらの里－宿場町民俗誌』吉川弘文館、1982
- 昇曙夢『大奄美史－奄美諸島民俗誌』奄美社、1968
- 金関丈夫『琉球民俗誌』法政大学出版局、1978
- 渡邊欣雄『沖縄の祭礼―東村民俗誌』第一書房、1987

民俗調査報告書
- 國學院大學民俗学研究会編『民俗採訪』
- 中央大学民俗研究会編『常民』

　機関誌として民俗調査報告書を刊行している研究機関は多い（特に大学附属の機関）。